# Luka Pibernik
Luka Pibernik (n. 23 de outubro de 1993) é um ciclista profissional esloveno que atualmente corre para a equipa Bahrain Merida.
Salto ao profissionalismo no 2012 com a equipa do seu país o Radenska, nessa temporada o seu melhor resultado foi um terceiro posto no Campeonato da Eslovénia de Ciclismo em Estrada. Em 2013 proclama-se campeão de estrada do seu país. Entre outros resultados destacados encontra-se um terceiro lugar no Grande Prêmio Palio do Recioto e a Carreira da Paz.
Em 2017, durante a quarta etapa do Giro d'Italia, num circuito onde passava duas vezes pela linha de meta, se adiantou e se crendo ganhador, levantou os braços, ao cruzar pela primeira vez por dita linha.

## Palmarés
2012
- 3º no Campeonato da Eslovénia em Estrada

2013
- Campeonato da Eslovénia em Estrada
- 1 etapa do Tour da República Checa

2015
- Campeonato da Eslovénia em Estrada

2016
- 1 etapa do Eneco Tour[1]

2018
- 3º no Campeonato da Eslovénia em Estrada

## Resultados nas Grandes Voltas e Campeonatos do Mundo
Durante a sua carreira desportiva tem conseguido os seguintes postos nas Grandes Voltas e nos Campeonatos do Mundo:
| Carreira           | 2012 | 2013 | 2014 | 2015 | 2016 | 2017 | 2018 | 2019 |
| ------------------ | ---- | ---- | ---- | ---- | ---- | ---- | ---- | ---- |
| Giro d'Italia      | -    | -    | -    | -    | -    | 100º | -    | -    |
| Tour de France     | -    | -    | -    | -    | 102º | -    | -    | -    |
| Volta a Espanha    | -    | -    | -    | -    | -    | -    | 142º | -    |
| Mundial em Estrada | -    | -    | -    | 47º  | Ab.  | 42º  | Ab.  | -    |

-: não participa 

Ab.: abandono

## Equipas
- Radenska (2012-2014)
- Lampre-Merida (2015-2016)
- Bahrain Merida (2017-)